# Довер (Њу Хемпшир)
Довер (енгл. Dover) град је у америчкој савезној држави Њу Хемпшир.

## Демографија
По попису из 2010. године број становника је 29.987, што је 3.103 (11,5%) становника више него 2000. године.
| Група             | 2000.          | 2010.          |
| Белци             | 25.217 (93,8%) | 26.769 (89,3%) |
| Афроамериканци    | 301 (1,1%)     | 521 (1,7%)     |
| Азијати           | 635 (2,4%)     | 1.371 (4,6%)   |
| Хиспаноамериканци | 306 (1,1%)     | 660 (2,2%)     |
| Укупно            | 26.884         | 29.987         |